# تأنيث الفقر

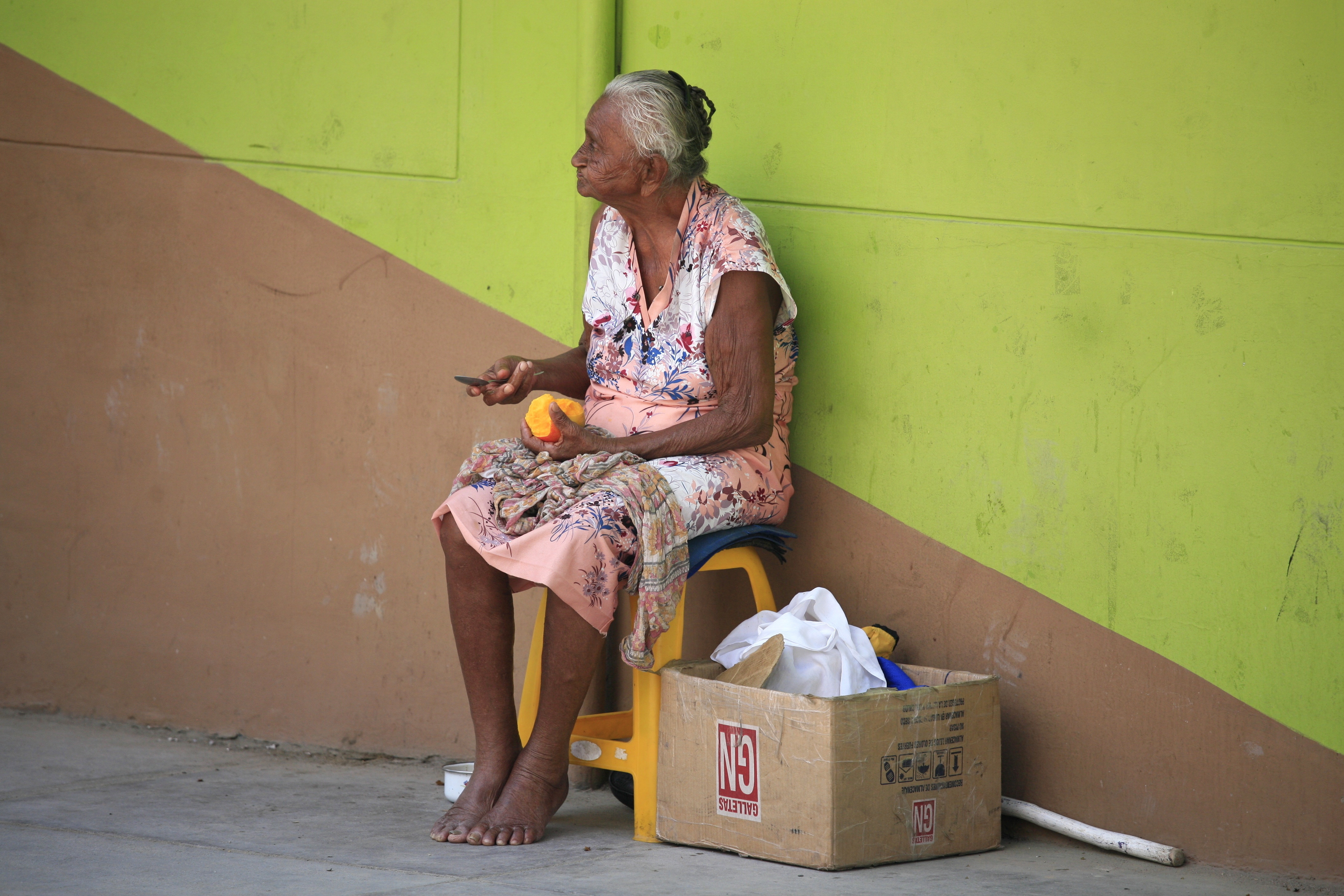

تأنيث الفقر هو ظاهرة ان تشكل النساء نسبة غير متكافئة من فقراء العالم. صندوق الأمم المتحدة الإنمائي للمرأة (UNIFEM) يصفه بأنه «عبء الفقر الذي تتحمله المرأة، خاصة في الدول النامية». هذه الظاهرة ليست نتيجة لضعف الدخل فقط، بل هي أيضا نتيجة للحرمان من الإمكانيات والتحيزات الجنسانية الموجودة في كل من المجتمعات والحكومات. وهذا يشمل فقر الخيارات والفرص، مثل التمكن من عيش حياة طويلة وصحية وخلاقة، والتمتع بالحقوق الأساسية مثل الحرية والاحترام والكرامة. حصة المرأة المتزايدة من الفقر ترتبط بارتفاع معدل انتشار الأسر التي تعولها الأم وحدها (lone mother households). إن مصطلح تأنيث الفقر نفسه أمر يحوم حوله الجدل، وقد تم تعريفه بطرق عديدة ومختلفة. في العام 1978 قامت ديانا بيرس (Diana Pearce) بصياغة هذا المصطلح «تأنيث الفقر» بعد القيام ببحث وملاحظة ان عدد غير متكافئ من النساء يعانين من الفقر في الولايات المتحدة الأمريكية، كما هو الحال عالميا أيضا. في وقت بحث بيرس، كان ثلثي الفقراء ممن هم فوق سن 16 سنة من النساء.

## الأسباب
هناك عدة عوامل تعرض المرأة إلى خطر الفقر بشكل كبير. هذه العوامل تشمل فجوات الأجور بسبب الجنس، انتشار عمل النساء في الوظائف ذات الدخول المنخفضة، الافتقار إلي الدعم من العمل والأسرة، ومعوقات الاستفادة من المنافع العامة. على الرغم من أن الدخل المنخفض هو السبب الرئيسي، فإن هناك جوانب كثيرة مترابطة لهذه المشكلة. عادة ما تكون الأمهات الوحيدات أكثر عرضة للفقر المدقع لأن دخلهن غير كافٍ لتربية الأطفال. بالإضافة إلى ذلك، فإنه تقل احتمالية حصول أطفالهم علي التعليم والتغذية الجيدين. الدخل المنخفض هو نتيجة للتحيز الاجتماعي الذي تواجهه المرأة في محاولة الحصول على عمل رسمي، وهو ما يعمق بدوره من حلقة الفقر. مع ازدياد عدد النساء اللائي يعشن في الفقر، فإنه يجب دراسة الأسباب المتنوعة التي تؤثر على فقرهن. الفقر متعدد الأبعاد، وبالتالي فإن العوامل الاقتصادية والديموغرافية والاجتماعية والثقافية كلها تتداخل وتسهم في نشوء الفقر. إنها ظاهرة متعددة الأسباب الجذرية والمظاهر.

### الدخل المتباين
الافتقار إلى الدخل يشكل سببًا رئيسيًا لخطر تعرض المرأة للفقر. الحرمان من الدخل يمنع المرأة من كسب الموارد وتحويل مواردهن النقدية إلى وضع اجتماعي واقتصادي. لا تسمح الزيادة في الدخل بزيادة فرص الحصول على المهارات الوظيفية فقط؛ بل والحصول على المزيد من المهارات الوظيفية يزيد الدخل أيضا. وبما أن المرأة تحصل على دخل أقل من الرجل، فإنها محرومة من التعليم الأساسي والرعاية الصحية، الذي بدوره يصبح في نهاية المطاف حلقة لإضعاف قدرة المرأة على كسب دخل أعلى. ويمكن أن يورث الفقر من جيل إلى جيل. والسبب الرئيسي لدورة الفقر هذه هو انخفاض دخل المرأة.

### الأسر التي تعولها الأم وحدها
الأسر التي تعولها الأم وحدها لها أهمية قصوى في معالجة ظاهرة تأنيث الفقر ويمكن تعريفها على نطاق واسع بأنها الأسرالتي ترأسها نساء ولا توجد فيها رئاسة للذكور. وتعد الأسر التي تعولها الأم وحدها هي الأكثر عرضة للفقر بالنسبة للمرأة بسبب نقص الدخل والموارد. وهنالك ازدياد مستمر في عدد الأسر التي تعولها الأم في العالم، وهو ما يفضي إلى ارتفاع نسب النساء اللائي يعشن في فقر. الأمهات العازبات هن الأفقر بين النساء في المجتمع، وأطفالهن غالبا ما يكونون محرومين بالمقارنة مع أقرانهم. ويمكن أن تؤخذ في الاعتبار عوامل مختلفة لارتفاع عدد الإناث اللائي يرأسن أسر وحدهن. عندما يصبح الرجال عمال مهاجرين، تترك النساء ليكن المسؤولات عن بيوتهم. هؤلاء النساء اللواتي يتاح لهن فرصة العمل عادة لا يحصلن على وظائف أفضل عند الحصول على تعليم أفضل. وتترك لهن وظائف لا توفر الاستدامة المالية أو الفوائد. تؤدي عوامل أخرى مثل الأمراض ووفيات الأزواج إلى زيادة الأسر التي تعولها الأم في البلدان النامية.
الأسر التي تعولها الأم هي الأكثر تعرضا للفقر لأن لديها عددا أقل من جالبي الدخل لتوفير الدعم المالي للأسرة. وفقا لدراسة أجريت في زمبابوي، فإن الأسر التي ترأسها أرامل لديها دخل يقارب نصف دخل الأسر التي يرأسها ذكور، كما أن الأسر التي ترأسها امرأة بحكم الواقع لديها نحو ثلاثة أرباع دخل الأسر التي يرأسها رجال. بالإضافة إلى ذلك، تفتقر الأسر التي تعولها الأم العزباء إلى موارد أساسية في الحياة، مما يزيد من سوء حالة الفقر لديهم. ولا تتوفر لهم فرص الحصول على مستوى معيشي لائق مع الاحتياجات الأساسية مثل الصحة والتعليم. ترتبط الأسر التي تعولها الأم بمشاكل عدم المساواة بين الجنسين لأن المرأة أكثر عرضة للفقر وتفتقر إلى الاحتياجات الأساسية للحياة بالمقارنة مع الرجل.
تربية الأطفال في ظروف تعاني من الفقر من الممكن أن تتسبب في عدم استقرار عاطفي للطفل في علاقته مع أم عزباء.
هناك عوامل كثيرة تسهم في زيادة الفقر. بعض هذه العوامل أكثر انتشارا في حياة الأمهات العازبات. وعندما تم مسح السمات الديموغرافية للأمهات العازبات، ظهرت بعض العوامل بمعدلات أعلى. ترتبط الحالة الاجتماعية (المطلقة أو الأرملة) والتعليم والعرق ارتباطا قويا بمستويات الفقر بالنسبة للأمهات العازبات. وعلى وجه التحديد، فإن عددا قليلا جدا من الأمهات اللائي كن على خط الفقر حصلن على درجة جامعية وكن يضطرن إلى «العمل من أجل تغطية نفقاتهن». ولا تؤثر الخصائص الديمغرافية هذه فقط على الأبوة والأمومة في حالات الفقر، بل إن السمات العاطفية أيضا توفر حالة من عدم الاستقرار بحسب الدكتور بلوم (Dr. Bloom). وقد وسمت الأمهات باعتبارهن «مقدمات الرعاية» أو «المربيات» بالنسبة للأسرة. من الصعب توفير بعض الأمور النمطية المتوقعة من الأمهات في الأسر ذات الدخل المنخفض عندما تكون الأم هي العائل الرئيسي. كان تصور الدكتور بلوم للأم النمطية هو ان تجلب هدايا صغيرة إلى المدرسة في أعياد الميلاد وكان يتوقع منها أن تذهب إلى لقاءات المعلمين والآباء. وقد أجرت الباحثة دينيس زابكيوفيتش (Denise Zabkiewicz) دراسة استقصائية بين الأمهات العازبات الفقيرات ومعدلات الاكتئاب بمرور الوقت. وبما أن الدراسات التي أجريت مؤخرا في عام 2010 جعلت فكرة أن العمل مفيد للصحة العقلية، فإن زابكيوفيتش كانت تبحث ما إذا كانت الوظائف مفيدة عقليا للأمهات الوحيدات عند خط الفقر. وخلصت هذه النتائج إلى أنها نظرية صحيحة؛ حيث كانت معدلات الاكتئاب لدى الأمهات أقل بكثير عندما امتلكن وظيفة مستقرة وطويلة الأجل. تنخفض احتمالية الحصول على وظيفة بدوام كامل مع بعض العوامل. وكانت المعدلات أعلى عندما تم تقصي هذه العوامل المحددة عند أمهات عازبات: السكن المشترك، ودرجة جامعية، واستخدام الرعاية الاجتماعية. كل هذه العوامل هي العوامل التي بحسب الباحثون، براين براون ودانيال ليشتر (Brian Brown and Daniel Lichter)، تسهم في ان يعشن الأمهات العازبات في فقر. في ضوء إصلاحات الرعاية الاجتماعية اعتبارا من عام 2001، اشترطت التشريعات الاتحادية للحصول على الرعاية (التي تساعد الأسر أساسا) على المشاركة في مدرسة سواء تعليمية أو مهنية والعمل بدوام جزئي من أجل الحصول على الاستحقاقات والرعاية. المتلقين المنتسبين لمرحلة جامعية الآن لديهم 3 سنوات لاستكمال تلك الدرجة من أجل إقحامهم في العمل في أسرع وقت ممكن. في محاولة نحو نظام المكافأة، موجيسولا تياميو وشيلي ميتشل (Mojisola Tiamiyu and Shelley Mitchell)، اقترحوا تنفيذ خدمات رعاية الطفل لتعزيز العمالة. النساء اللواتي لديهن أطفال يعملن إما في وظائف منخفضة الأجر أو بدوام جزئي لا يكفي لرفع مستوى الأسرة. وارتفعت نسبة الأسر التي يرأسها أحد الوالدين في الولايات المتحدة إلى 1 من كل 4 أسر. وتشير التقديرات إلى أن الأطفال الذين يعيشون في منازل الوالد الوحيد يزيد احتمال تعرضهم للفقر بمقدار 4 أضعاف.

### الاستبعاد على أساس اجتماعي وثقافي
ويمكن الاستناد إلى مقاييس أخرى إلى جانب خط الفقر لمعرفة ما إذا كان الناس فقراء أم لا في بلدانهم. مفهوم الإقصاء الاجتماعي والثقافي يساعد على إيصال الفقر بشكل أفضل كعملية تنطوي على عدة اسباب. لدى كثير من البلدان النامية معايير اجتماعية وثقافية تمنع المرأة من الحصول على عمل رسمي. ولا سيما في أجزاء من آسيا وشمال أفريقيا وأمريكا اللاتينية، حيث لا تسمح المعايير الثقافية والاجتماعية للمرأة بتحقيق إنتاجية كبيرة من العمل خارج المنزل، فضلا عن المفاوضة الاقتصادية التي تحدث داخل الأسرة. وهذا التفاوت الاجتماعي يحرم المرأة من الإمكانيات، خصوصا التوظيف، مما يؤدي إلى تعرض المرأة بشكل أكبر لخطر الفقر. وهذا ما يزيد من الفصل المهني بين الجنسين واتساع الفجوة في الأجور بين الجنسين وهو ما يزيد بدوره من فرص تعرض المرأة للفقر.

### جنسانية المال
بالإضافة إلى كسب أقل، فإن النساء تعاني من «جنسانية المال» (Femonomics)، أوإضفاء طابع جنسي على المال، وهو مصطلح أنشأته ريتا ولفسوهن (Reeta Wolfsohn)، عامل معتمد في مجال الاجتماع (CMSW)، لتعكس الكثير من أوجه عدم المساواة التي تواجهها النساء التي تزيد من احتمال معاناتهن من صعوبات مالية. المرأة لديها مشاكل صحية فريدة من نوعها / المشاكل المتعلقة بالتكاثر والتي تسهم في زيادة كل من تكاليف الرعاية الصحية والمخاطر منها. كما أن النساء أكثر عرضة بأن تكون أمية من النواحى المالية، وبالتالي يصعب عليهم معرفة كيفية إدارة أموالهن.

### التوظيف
«الرحم غير قابل للتوظيف»، غرافيتى في ليوبليانا، سلوفينيا
فرص العمل محدودة بالنسبة للنساء في جميع أنحاء العالم. إن القدرة على التحكم في بيئة الفرد من خلال الحصول على فرص متساوية للعمل الإنساني والسماح بعلاقات هادفة مع العمال الآخرين هي قدرة أساسية. ولا يقتصر العمل على الاستقلال المالي فحسب، وإنما على مستوى أعلى من الأمان من خلال وضع قانوني ثابت، خبرة واقعية في الحياة، أهمية بالغة بالنسبة للنساء المحافظات أو الخجولات، واحترام أعلى داخل الأسرة، مما يعطي المرأة موقفا أفضل للمساومة. على الرغم من حدوث نمو كبير في عمالة المرأة، فإن نوعية وجودة الوظائف لا تزال غير متكافئة إلى حد بعيد.
هناك نوعان من العمل: الرسمي وغير الرسمي. تنظم الحكومة العمل الرسمي ويضمن العمال أجرا وحقوق محددة. تتواجد العمالة غير الرسمية في مؤسسات صغيرة غير مسجلة. وهي تعد بشكل أساسي مصدرا كبيرا لعمالة النساء. ويقع عبء أعمال الرعاية غير الرسمية في الغالب على النساء اللواتي يعملن وقتا أطول وبشكل أكثر صعوبة من الرجال في هذا النطاق. وهذا يؤثر على قدرتهم على شغل وظائف أخرى، التدرج في المناصب، عدد الساعات التي يعملونها، وقرارهن بترك العمل. ومع ذلك، فإن النساء الحاصلات على شهادات جامعية أو أشكال أخرى من التعليم العالي يميلن إلى البقاء في وظائفهن حتى مع مسؤوليات الرعاية، مما يعطي انطباعا بأن الخبرة المستمدة من هذه التجربة تدفع المرأة إلى الشعور بتكاليف الفرص عندما تفقد وظيفتها. وقد أثر أيضا وجود الأطفال تاريخيا على اختيار المرأة للبقاء في الوظائف. وفي حين أن «تأثير الطفل» قد انخفض بشكل كبير منذ السبعينيات، فإن عمالة المرأة آخذة في التناقص حاليا. هذا أقل ارتباطا بتربية الأطفال وأكثر ارتباطا بضعف سوق العمل لجميع النساء والأمهات وغير الأمهات على حد سواء.

### التعمير
تميل الإناث في المتوسط إلى العيش لمدة خمس سنوات أكثر من الرجال. ويمثل وفاة أحد الزوجين محددا هاما للفقر في سن الشيخوخة المرأة. وهكذا تواجه المرأة وضعا أكثر تعقيدا لإدارة الأموال تحتاج فيه أن تستمر أموالها في المتوسط خمس سنوات أطول من الرجل.
في عام 2009 وجد غورنيك (Gornick et al) أن النساء الأكبر سنا (أكثر من 60) كن أكثر ثراء في المتوسط في ألمانيا، الواليات المتحدة، المملكة المتحدة، السويد وإيطاليا (بيانات من 1999-2001). في الولايات المتحدة كانت حيازاتهن للثروة أربعة أضعاف المتوسط الوطني.

## مقاييس الفقر
أحد الجوانب الهامة لتحليل تأنيث الفقر ان نفهم كيفية قياسه. من غير الدقيق أن نفترض أن الدخل هو الحرمان الوحيد الذي يؤثر في فقر المرأة. وللتحقيق في هذه المسألة من منظور متعدد الأبعاد، يجب أولا أن تكون هناك مؤشرات دقيقة متاحة لصانعي السياسات المهتمين بتمكين الجنسين. غالبا ما يتم انتقاد المؤشرات المجمعة بسبب تركيزها على القضايا النقدية، خاصة عندما تكون البيانات المتعلقة بدخل المرأة متناثرة وتجمع النساء في كتلة كبيرة واحدة غير متمايزة. ومن بين المؤشرات الثلاثة التي يجري دراستها في كثير من الأحيان مؤشر التنمية المرتبط بنوع الجنس، وقياس التمكين الجنساني، ومؤشر الفقر البشري. الأولان هما مؤشران جنسانيان، حيث أنهما يجمعان بيانات عن المرأة لتقييم أوجه عدم المساواة بين الجنسين، وهما مفيدان في فهم الفوارق في الفرص والخيارات المبنية علي أساس الجنس. ومع ذلك، يركز مؤشر الفقر البشري (HPI) على مؤشرات الحرمان بدلا من مؤشرات الدخل. ويعدل مؤشر التنمية الجنسانية (GDI) مؤشر التنمية البشرية بثلاثة طرق:
- يظهر طول العمر، أو العمر المتوقع للإناث والذكور
- التعليم أو المعرفة
- مستوى المعيشة اللائق[1]

الهدف من هذا المؤشر هو تصنيف البلدان حسب المستوى المطلق للتنمية البشرية ومجموع النقاط النسبية المتعلقة بالمساواة بين الجنسين. وعلى الرغم من أن هذا المؤشر قد زاد من اهتمام الحكومة بعدم المساواة بين الجنسين وبالتنمية، فإن تدابيرها الثلاثة كثيرا ما تعرضت للانتقاد بسبب إهمالها جوانب هامة. غير أن أهميته لا تزال تشكل جزءا لا يتجزأ من مؤشر فهمنا لتأنيث الفقر، حيث يمكن بعد ذلك تحفز البلدان ذات المستويات الأقل للتركيز على السياسات الرامية إلى تقييم وتقليل الفوارق بين الجنسين. ويبين مقياس التمكين على أساس الجنس فرص المرأة في المجال السياسي والدخل من خلال:
- تحليل عدد المقاعد الحكومية التي تشغلها المرأة
- نسبة المناصب الإدارية التي تشغلها المرأة
- حصة المرأة من فرص العمل
- النسبة التقديرية للدخل بين الإناث والذكور[1]

مؤشر HPI هو منهج متعدد الأبعاد، غير معتمد على الدخل. ويأخذ في الاعتبار أربعة أبعاد:
- النجاة
- المعرفة
- مستوى المعيشة اللائق
- المشاركة الاجتماعية

وهذا المؤشر مفيد في فهم وإبراز الفوارق بين الفقر لدى البشر (الذي يركز على تهميش الحقوق الأساسية، مثل الكرامة والحرية) وفقر الدخل. على سبيل المثال، على الرغم من استقرار الدخل المرتفع في الولايات المتحدة، فأنها مع ذلك يتم تصنيفها من بين أعلى الدول المتقدمة في فقر الإنسان. إليزابيث دوربين (Elizabeth Durbin)، في مقالها المعنون «نحو مقياس للفقر البشري على أساس نوع الجنس»، تنتقد مؤشر HPI وتتحدث بالتتفصيل عن إمكانية وجود مؤشر حساس يراعي الفوارق بين الجنسين. وتقول إن مؤشر الفقر البشري HPI يدمج ثلاثة أبعاد للفقر: العمر الافتراضي المقاس بنسبة السكان المتوقع أن يموتوا قبل سن 40 عاما، ونقص المعرفة التي تقاس بنسبة الأميين، ومستوى معيشة لائق يقاس بمؤشر مركب لكل من الوصول للخدمات الصحية، الحصول على المياه النظيفة، وسوء التغذية بين الأطفال دون سن الخامسة، مما قد يفسر على وجه الدقة الفوارق بين الجنسين. على الرغم من استخداماته، من المهم أن نلاحظ أن HPI لا يمكن أن يكون مقياسا حقيقيا للفقر لأنه يفشل في فحص بعض أنواع الحرمان، مثل الافتقار إلى ملكية الأملاك والائتمان، والتي تعد أمور ضرورية لتحسين موقف المفاوضة للنساء في الأسرة.

### الصحة
قد قلت فرص الحصول على خدمات وموارد الرعاية الصحية للنساء اللائي يعشن في فقر. عدم المساواة بين الجنسين في المجتمع يمنع النساء من الاستفادة من خدمات الرعاية، وبالتالي يعرض النساء لخطر تدهور الصحة. النساء اللائي يعشن في فقر هم الأكثر تعرضا للعنف الجنسي ومخاطر الإصابة بفيروس نقص المناعة البشرية / الإيدز، لأنهن في معظم الأحيان غير قادرات على الدفاع عن أنفسهن من الأشخاص ذوى النفوذ الذين قد يسيئون معاملتهم جنسيا. وفي كوريا تعتبر الصحة السيئة عاملا رئيسيا في فقر الأسر.

### العنف الجنسي
يعد الاتجار بالبشر شكل من أشكال العنف الجنسي في الولايات المتحدة. ويمكن أن يؤدي الفقر إلى زيادة الاتجار بالبشر بسبب وجود المزيد من الناس في الشوارع. والنساء المعرضات للفقر أو الأجنبيات أو المحرومات اجتماعيا أو المساوئ الأخرى أكثر عرضة للانخراط في الاتجار. العديد من القوانين المنصوص عليها في أطروحة كلسي توميل (Kelsey Tumiel) قد اتخذت مؤخرا لمحاولة مكافحة هذه الظاهرة، ولكن من المتوقع أن الاتجار بالبشر سوف يتجاوز حدود الاتجار غير المشروع بالمخدرات في الولايات المتحدة. النساء اللواتي يقعن ضحية لأعمال العنف الجنسي هذه، يصعب عليهم الهروب من هذه الحياة بسبب إساءة استعمال السلطة، والجريمة المنظمة، وعدم وجود قوانين كافية لحمايتهن. وهناك عدد أكبر من الأشخاص المستعبدين حاليا في الاتجار أكثر مما كان عليه خلال تجارة الرقيق الأفريقية. إن «وصم» الاتجار بالبشر يجذب الوعي لمطالبات هذه القضية تقول المؤلفة تام ماي (Tam Mai). هناك مطالبة وردت في مقالة تام ماي تنص على أن الحد من الفقر قد يؤدي بالتبعية إلى انخفاض الاتجار من الشوارع.

### التعليم
تحد البلدان التي لديها تمييز قوي بين الجنسين وتسلسل اجتماعي هرمي من إمكانية حصول المرأة على التعليم الأساسي. وحتى داخل الأسرة، غالبا ما يتم التضحية بتعليم الفتيات للسماح للأشقاء الذكور بالالتحاق بالمدارس. ومن الجوانب الهامة للقدرات هي حرية الاختيار المستنير وإتاحة الفرص لتحقيق الأهداف، والشرط الأساسي لاستخدام الموارد والمعلومات استخداما فعالا هو التعليم الأساسي. وهذا لا يمكن النساء فقط من الحد من الفقر الأسري، بل يزيد من فرص الأطفال في التعليم، ويعزز صحة الأم وحرية الحركة.

### القدرة على صنع القرار
وتعتبر سلطة اتخاذ القرار عنصرا أساسيا في وضع المساومة للمرأة داخل الأسرة. إنها كيفية إتخاذ النساء والرجال للقرارات التي تؤثر على وحدة الأسرة بأكملها. ومع ذلك، غالبا ما يكون لدى النساء والرجال أولويات مختلفة على حد كبير عندما يتعلق الأمر بتحديد ما هو الأكثر أهمية بالنسبة للأسرة. العوامل التي تحدد أي فرد من أفراد الأسرة لديه سلطة أكبر في صنع القرار تختلف عبر الثقافات، ولكن في معظم الدول هناك تفاوت شديد بين الجنسين. وعادة ما يكون لدى الرجال في الأسرة القدرة على تحديد الخيارات المتاحة لصحة المرأة وقدرتها على زيارة الأهل والأصدقاء والنفقات المنزلية. وتؤثر القدرة على اتخاذ خياراتهن لصحتهن الشخصية على صحة المرأة والطفل. تؤثر كيفية إنفاق الأسرة على النساء وعلى تعليم الأطفال وصحتهم ورفاههم. وتؤثر حرية تنقل النساء على قدرتهن على تلبية احتياجاتهن واحتياجات أطفالهن.
غالبا ما يكون التمييز بين الجنسين داخل الأسر متأصلا في المجمتع الأبوي ضد الوضع الاجتماعي للمرأة. المحددات الرئيسية للقدرة على المساومة المنزلية تشمل السيطرة على الدخل والأصول والعمر والوصول إلى التعليم ومستوى التعليم. ومع ازدياد قدرة المرأة على اتخاذ القرارات، فإن مستوى رفاهية أطفالها يرتفع ويعود بالنفع العام على الأسرة بأكملها. كما أن النساء اللواتي يمتلكن مستوى تعليميا أعلى من المرجح أن يقلقن حيال نجاة أطفالهن وتغذيتهم والتحاقهم بالمدارس.
قد وجدت دراسات تمت على الأزواج ذوي الدخل المزدوج في إسبانيا أن العديد من القرارات مرهون بالمعايير الاجتماعية، وانه لا يتم التفاوض على جميع القرارات أو اتخاذ قرار بشأنها بتوافق الآراء.

## الدين

### الإسلام
وفي تقرير أصدره المعهد النرويجي للبحوث الحضرية والإقليمية عام 2004، وجد أن النساء المسلمات يعملن بدوام جزئي أكثر من الرجال المسلمين بسبب تركيز دينهن على دور المرأة كمقدمة للرعاية وكونهن أمينات على بيوتهن. ووجدت الدراسة أن هؤلاء النساء أكثر عرضة لأن يكن اعتماديات ماليا من الرجال لأنهن يختارن المشاركة بشكل أقل في سوق العمل. النساء المسلمات اللواتي يختارن ارتداء الملحقات التقليدية للإسلام مثل الحناء والحجاب يكون من الصعب عليهن إيجاد عمل أكثر من أولئك الذين لا يرتدون مثل هذه الملابس كما ان الوقت المستغرق في البحث يكون أطول أيضا. وعلى الصعيد المحلي، تمت إقالة امرأة من جيفي لوبي (Jiffy Lube) لرفضها إزالة حجابها في العمل لأنها تنتهك قاعدة «ممنوع القبعات». في قضية ويب (Webb) ضد فيلادلفيا (Philadelphia) في العام 2008، حكمت المحكمة بأن ضابطة ترتدي الحجاب مع زيها، كانت تنتهك معيار الحياد للولايات. وبسبب انتهاك هذا المعيار، لم يسمح لها قانونيا بارتداء الحجاب أثناء خدمتها.

### اليهودية التقليدية
وبموجب قانون هلاشيك التقليدي، تعتبر النساء اليهوديات من مقدمي الرعاية المنزلية بدلا من المعيلات. ضمن النص اليهودي، الميشناه (the Mishnah)، فإنه ينص على «أنها يجب أن تملأ له كوبه، وتعد له سريره وتغسل له وجهه ويديه وقدميه»، هذا هو وصف دور المرأة في ظل القانون اليهودي.

### المسيحية
بعض الطوائف المسيحية أيضا تعتبر المرأة أكثر توجها نحو الأسرة من الرجال. ويمكن للمرأة في طوائف مسيحية معينة، وهي نساء العنصرة (Pentecostal women)، أن تترك تقاليدها الدينية من أجل الحصول على عمل والهروب من الفقر.

## فقر الإناث حسب المنطقة
لدى العديد من البلدان النامية حوال العالم معدلات عالية بشكل استثنائي من الإناث تحت خط الفقر. فالعديد من البلدان في آسيا وأفريقيا وأجزاء من أوروبا تحرم المرأة من الحصول على دخل أعلى ومن إمكانيات مهمة. تتعرض المرأة في هذه البلدان على نحو غير متناسب لأعلى مخاطر الفقر، ولا تزال تواجه حواجز اجتماعية وثقافية تمنعها من الهروب من الفقر.

### شرق اسيا
وعلى الرغم من أن الصين قد شهدت نموا هائلا في اقتصادها خلال السنوات الماضية، فإن نموها الاقتصادي كان له أثر ضئيل على خفض عدد الإناث تحت خط الفقر. لم يخفض النمو الاقتصادي الفجوات بين الجنسين في الدخل ولم يوفر مزيدا من فرص العمل الرسمية للمرأة. على النقيض، زاد النمو الاقتصادي في الصين من استخدام العمالة غير الرسمية، مما أثر على المرأة بشكل غير متكافئ. وفي جمهورية كوريا، ساعد انخفاض أجور النساء على تحقيق نمو اقتصادي في كوريا، حيث أن معظم الصادرات المنخفضة التكلفة كانت تنتجها النساء. وعلى غرار الصين، كانت الفرصة للنساء الكوريات في الغالب فرصة للعمل غير الرسمي، مما يحرم المرأة من الاستقرار المالي وبيئة العمل الآمنة. على الرغم من أن النساء في شرق آسيا يتمتعن بقدر أكبر من فرص الحصول على عمل، فإنهن يواجهن فصلا وظيفيا في الصناعات التصديرية، مما يعرضهن لخطر الفقر المدقع.
الصين بلد لها تاريخ طويل من التمييز بين الجنسين. من أجل معالجة قضايا عدم المساواة بين الجنسين، أتاح القادة الصينيون مزيدا من فرص حصول المرأة على الإمكانيات. ونتيجة لذلك، تمنح المرأة الصينية مزيدا من فرص الحصول على الخدمات الصحية وفرص العمل والاعتراف العام بمساهماتها الهامة في الاقتصاد وفي المجتمع.

### المغرب
تمثل نسبة السكان من الإناث بصورة رئيسية وخصوصا في المناطق الريفية واجهة للفقر في المغرب. توجد طريقتان رئيسيتان لقياس الفقر في المغرب، وهما «النهج الكلاسيكي»، والنهج الثاني الذي يتعلق بمزيد من الاهتمام بالإمكانيات. يستخدم «النهج الكلاسيكي» خط الفقر لتحديد السكان الفقراء بشكل إحصائي. ويقيس هذا النهج عدد الفقراء والأسر الفقيرة ولكنه لا يأخذ في الحسبان كيف يفتقر هؤلاء السكان الفقراء إلى الاحتياجات الأساسية مثل السكن والغذاء والصحة والتعليم. ويركز النهج الثاني على تلبية هذا النقص في الاحتياجات الأساسية ويهتم بتعدد أبعاد الفقر.
تمثل النساء المغربيات الفئة الاجتماعية الأكثر أمانا من الناحية الاقتصادية في البلد. واحدة من كل ستة أسر مغربية هي أسرة وحيدة الأم وهي تمثل أكثر الأسر فقرا في البلاد. يطبق على المرأة أعلى مستويات القيود الاجتماعية - الاقتصادية والقانونية التي تستبعدها من الحصول على احتياجاتها الأساسية. وعلى الرغم من أن الدراسات الاستقصائية الأخيرة تبين أن المرأة تساعد بنشاط في دعم أسرتها اقتصاديا، إلا ان النصوص القانونية المغربية تثبط من مشاركة المرأة في الإنتاجية الاقتصادية. وتنص المادة 114 من قانون الأسرة المغربي على أن «كل إنسان مسؤول عن تلبية احتياجاته بقدرته الخاصة باستثناء الزوجة التي يرعى زوجها احتياجاتها». إن الهيكل الاجتماعي الأبوي للمغرب يضع المرأة في وضع أدنى من الرجل في جميع الجوانب. تحرم المرأة من تكافؤ الفرص في التعليم والعمل أمام القانون، فضلا عن الحصول على الموارد. ونتيجة لذلك، تعاني النساء في المغرب من الحرمان من الإمكانيات. كثيرا ما تستبعد الفتيات الصغيرات من فرص التعليم بسبب محدودية الموارد المالية داخل الأسرة وبسبب عبء الأعمال المنزلية المتوقعة منها.
مع مرور الوقت، اكتسبت المرأة المغربية مزيدا من فرص العمل. غير أن هذه الزيادة الكمية في مشاركة المرأة في العمل لم تصاحبها معايير نوعية أعلى للمشاركة في العمل. ولا تزال عمالة المرأة الريفية في المغرب غير معترف بها وغير مدفوعة الأجر. وتتعرض النساء لخطر أكبر من الفقر حيث يضاف عبء عملهن المنزلي على عملهن غير المدفوع الأجر. وهذا التوازن في العمل المنزلي والعمل خارج المنزل يفرض عبئا على المرأة الريفية. وبما أن استبعاد المرأة اجتماعيا واقتصاديا يحرمها من القدرة على التعليم والتدريب على مهارات وظيفية معينة، فإن قابليتها لأن تصبح أفقر تتزايد. وبسبب انخفاض المهارات التعليمية للمرأة تصبح خيارات العمالة المتاحة لها في المجتمع محدودة. وعلى الرغم من أن كلا من الرجال والنساء يتأثرون بالبطالة، فإنه من المرجح أن تفقد النساء وظائفهن أكثر من الرجال. وتبين البحوث التي أجريت مؤخرا في المغرب أن الركود الاقتصادي في البلد أثر على المرأة أكثر من غيرها.

### المملكة المتحدة
كشفت دراسة أجريت على الإناث تحت خط الفقر في المملكة المتحدة بين عامي 1959 و 1984 عن زيادة كبيرة في نسبة الإناث اللواتي يعشن في فقر في الستينيات. ظلت النسبة المئوية ثابتة نسبيا في السبعينيات ثم انخفضت فيما بين عامي 1979 و 1984. وقد تبين أن زيادة عدد الإناث تحت خط الفقر في الستينيات بسبب الزيادة في عدد النساء في أسر من جنس واحد. وكان هذا أكثر سلبية للسود منه للبيض.

### جمهورية الدومنيكان
تكسب النساء الدومينيكان عموما نسبة أربعة وأربعين سنتا مقابل دولار مقارنة بالرجال. وكثيرا ما تؤدي هذه الفجوة في الأجور إلى ارتفاع مستوى انعدام الأمن الغذائي بين النساء في جمهورية الدومنيكان. وتزداد احتمالات مشاركة هؤلاء اللائى يعيشن في الفقر في السلوكيات الخطرة مثل الجنس غير الآمن وتعاطي المخدرات. وهذه السلوكيات تجعلهن أكثر عرضة للإصابة بفيروس نقص المناعة البشرية وغيره من الأمراض. وهناك وصمة عار سلبية بشأن النساء المصابات بفيروس نقص المناعة البشرية في جمهورية الدومنيكان. ولهذا السبب، عادة ما تتعرض النساء للفحوص الصحية عند التقدم للحصول على وظيفة. إذا كشف الفحص أن الشخص مصاب بفيروس نقص المناعة البشرية، فإن احتمال حصوله على العمل تصبح أقل.

### الولايات المتحدة الأمريكية
في عام 2016، كانت نسبة 14.0 في المائة من النساء و 11.3 في المائة من الرجال دون عتبة الفقر. وكان الحد الأدنى للفقر في عام 2016 هو 12,228 دولارا للشخص الواحد و 24,339 دولارا لأسرة مكونة من أربعة أشخاص مع طفلين.
وردا على ذلك، تقدم حكومة الولايات المتحدة المساعدة المالية لأولئك الذين لا يكسبون القدر الكافي من المال. في عام 2015، تلقت 23.2 في المائة من الإناث مساعدة مالية مقابل 19.3 في المائة من الرجال. تعطى الإناث المزيد من المساعدة المالية عن الرجال في جميع البرامج الحكومية (ميديكيد Medicaid، سناب SNAP، المساعدة الإسكان housing assistance، سي سي آى SSI، تانف / جا TANF/GA). أعطيت الإناث 86٪ من إعالة الأطفال في عام 2013.